# Strulle

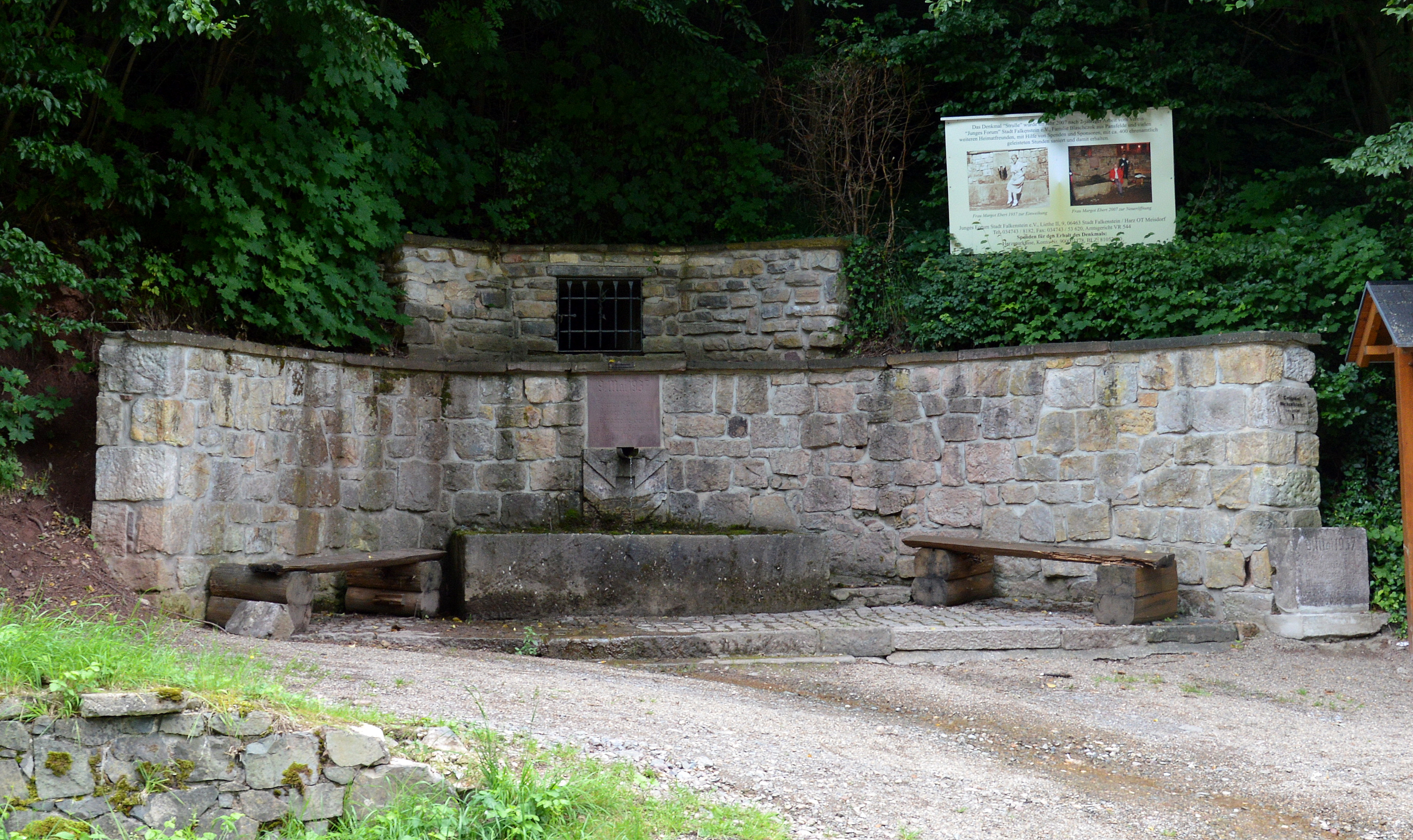
Strulle

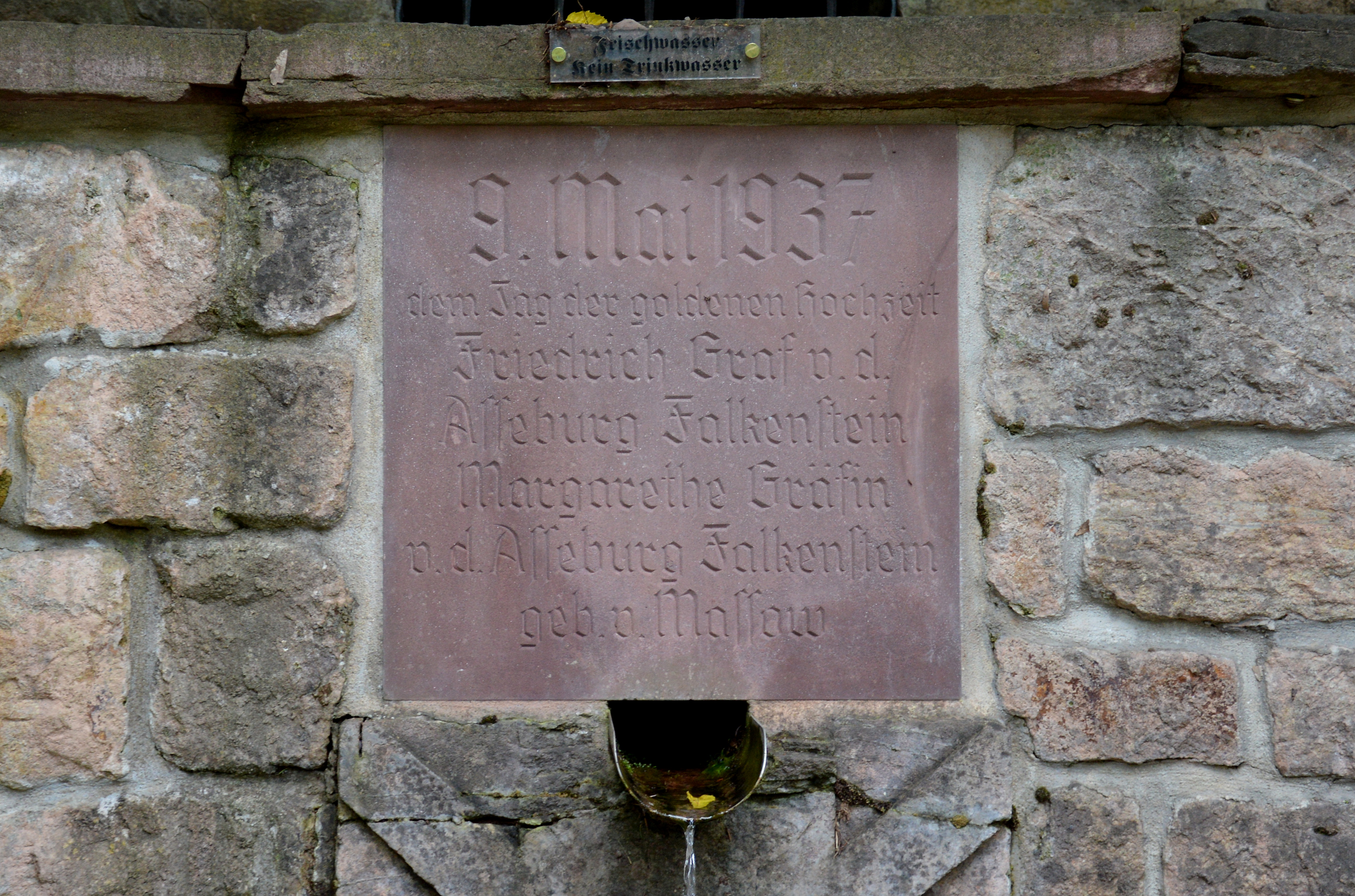
Inschrift

Das Strulle ist ein denkmalgeschützter Stollen mit einer gefassten Quelle im Ortsteil Meisdorf der Gemeinde Falkenstein/Harz im Harz in Sachsen-Anhalt.

## Lage
Sie befindet sich westlich des Schlosses Meisdorf auf der Westseite der Straße Allee am Fuße des Klusbergs. Etwas weiter südlich verläuft die Selke. Direkt an der Strulle führt der Selketalstieg entlang.

## Gestaltung und Geschichte
Die Strulle besteht aus einer halbrunden Steinfassung in deren Mitte aus einem Rohr eine kleine Quelle fließt. Die Fassung der Quelle erfolgte im Jahr 1937 anlässlich einer Goldenen Hochzeit in der Familie von Asseburg. Oberhalb der Quelle ist mittig ein Inschriftenstein eingelassen.
Er trägt die Inschrift:
9. Mai 1937

dem Tag der goldenen Hochzeit

Friedrich Graf v. d.
 Asseburg Falkenstein

Margarethe Gräfin

v. d. Asseburg Falkenstein

geb. v. Massow

Die Strulle wird von einer Verwerfungsquelle gespeist und geht auf historischen Steinkohlebergbau zurück. Das von der Strulle abgegebene Wasser führt deutlich mehr Mineralstoffe mit, als das bei Quellen aus dem Grundgebirge üblich ist. Im Verhältnis zu zechsteinbürtigen Quellen sind die Lösungskonzentrationen geringer. Im Wasser sind 0,7 Gramm je Liter Feststoffe gelöst. Zum größten Teil handelt es sich dabei um Kalzium und Hydrogenkarbonat. Die Wassertemperatur beträgt 12,6 °C. Der pH-Wert liegt bei 8,0, der Leitwert 913 µS/cm. Die Quelle gibt etwa vier Liter Wasser je Minute.
Im Jahr 2007 erfolgte eine vom Verein Junges Forum Stadt Falkenstein und weiteren Privaten betriebene Sanierung der Strulle. Die Mauer wurde neu verfugt und Abschlusssteine gesetzt, Steintafel und ein Edelstahlrohr neu eingefügt. Das Gitter oberhalb der Tafel wurde vom Schmiedemeister Michael Unterschütz aus Pansfelde neu geschaffen und mit einem kleinen Lindwurm versehen. Die Wiedereröffnung fand am 30. November 2007 statt.
Im örtlichen Denkmalverzeichnis ist der Stollen unter der Erfassungsnummer 094 30615 als Baudenkmal verzeichnet.